# 유엔거버넌스센터
유엔거버넌스센터(UNPOG)는 아시아태평양 정보통신교육원(UNAPCICT)과 함께 2006년 우리나라에 설립된 최초의 유엔 산하기구로 공공행정 역량강화를 위한 연구, 조사, 교육업무 등을 담당하고 있다. 처음에는 서울에 설립되었으나 2017년 인천광역시 송도국제도시로 이전하였다.
인천 송도G타워에 사무국을 둔 유엔거버넌스센터는 유엔의 새천년개발목표(MDGs)를 달성하기 위해 2006년 행정자치부와 유엔이 협의해 설립한 유엔사무국 직속기구이다.
센터는 국가와 지방자치단체의 행정 우수사례를 발굴해 회원국이 공유할 수 있도록 지원하는 역할에 중점을 둔다.

## 역대 원장
유엔거버넌스센터 원장은 유엔 사무국의 정식 직원으로서 D1급의 고위직이다. 유엔본부 전체를 놓고 따져도 사무총장, 사무차장, 사무차장보 다음으로 높은 직급에 속한다.
- 제1대 김호영 원장 (2006.09.26. 취임) - 외교부 차관
- 제2대 조명수 원장 (2007.04.22. 취임) - 강원도 부지사
- 제3대 최종무 원장 (2009.04.30. 취임) - 주네덜란드 대사
- 제4대 임재홍 원장 (2013.10.07. 취임) - 주태국 대사
- 제5대 정재근 원장 (2017.02.02. 취임)
- 제6대 심보균 원장 (2020.03.12. 취임)
- 제7대 고규창 원장 (2022.09.01. 취임)
- 제8대 한창섭 원장 (2025.03. 취임)

## 같이 보기
- 유엔사무국